# Абитинские мученики
Абитинские мученики (казнены в 304) — группа раннехристианских святых. День памяти — 11 февраля, 12 февраля, 20 февраля в Алжире .

## История
Во времена правления Диоклетиана сорок девять христиан были признаны виновными в незаконной воскресной христианской службе в городе Абитина, провинция Римская Африка.
Хотя Фундан (Fundanus), епископ Абитинский, подчинился указу Диоклетиана, воспрещающего церковные службы и хранение церковных книг , и передал священные книги в руки властей, некоторые из христиан продолжали встречаться нелегально под окормлением священника Сатурнина. Они были арестованы и предстали перед местными властями, которые переправили их в Карфаген, столицу провинции, для допросов.
Допрос происходил 12 февраля перед проконсулом Гаем Аннием Ануллином. Одним из группы был сенатор по имени Датив (Dativus). На допросе он сообщил о своём христианском вероисповедании и о своём участии в собрании христиан. Но даже под пытками он не сказал. кто стоял во главе собрания. Во время допроса адвокат по имени Фортунатиан (Fortunatianus), брат Виктории, одной из обвиняемых, осудил Датива за то, что он заманил её и других невинных дев на участие в службе. Но она заявила, что отправилась туда исключительно по своему согласию. Прервав пытки, проконсул вновь спросил Датива о том, принимал ли он участие в собрании. Датив вновь подтвердил, что принимал. Затем, будучи спрошенным о том, кто был зачинщиком, он сказал: «Священник Сатурнин и все мы.» Он был помещён в тюрьму, где вскоре скончался от ран.
Священник Сатурнин также был допрошен. Он был стоек даже под пытками. Его примеру последовали остальные, как мужчины, так и женщины. Вместе с ними было четверо детей.
Один из ответов обвиняемых повторялся очень часто. Эмерита (Emeritus), который заявил, что собрание происходило в его доме, спросили, почему он нарушил указ императора. Он ответил: «Sine dominico non possumus» — «Мы не можем жить, не празднуя дня Господня». Он имел в виду совершение святой евхаристии, которая была объявлена императором вне закона, но в которой они, сообразно своему выбору, принимали участие даже ценой мучений и смертного приговора.
Святая Реститута иногда рассматривается среди Абитинских мучеников.

## Перечень Абитинских мучеников
Согласно Римскому мартирологу, в котором перечислены все имена Абитинских мучеников, их поминают 12 февраля.
Их имена:
- Сатурнин, пресвитер
- Сатурнин, его сын, чтец
- Феликс, его сын, чтец
- Мария, его дочь, посвящённая дева
- Хилариан (Hilarianus), его младший сын
- Датив
- Феликс
- Эмерит, чтец
- Ампелий (Ampelius), чтец
- Феликс
- Рогатиан (Rogatianus)
- Квинт (Quintus)
- Максимиан (Maximianus)
- Телика (Telica)
- Рогатиан (Rogatianus)
- Рогат (Rogatus)
- Иануарий (Ianuaris)
- Кассиан (Cassianus)
- Викториан (Victorianus)
- Викентий (Vicentius)
- Прима (Prima)
- Цецилиан (Cecilianus)
- Реститута
- Ева
- Рогатиан
- Гивалий (Givalius)
- Рогат
- Помопния (Pomponia)
- Секонда (Seconda)
- Ианнуария (Iannuaria)
- Сатурнина (Saturnina)
- Мартин (Martinus)
- Клавт (Clautus)
- Феликс
- Маргарита
- Майор (Maior)[8]
- Гонората (Honorata)
- Региола (Regiola)
- Викториан (Victorianus)
- Пелузий (Pelusius)
- Фауст (Faustus)
- Дациан (Dacianus)
- Матрона
- Кекилия (Caecilia)
- Виктория
- Беректина (Berectina)
- Секонда
- Матрона
- Иануария.